# Murchisonský meteorit

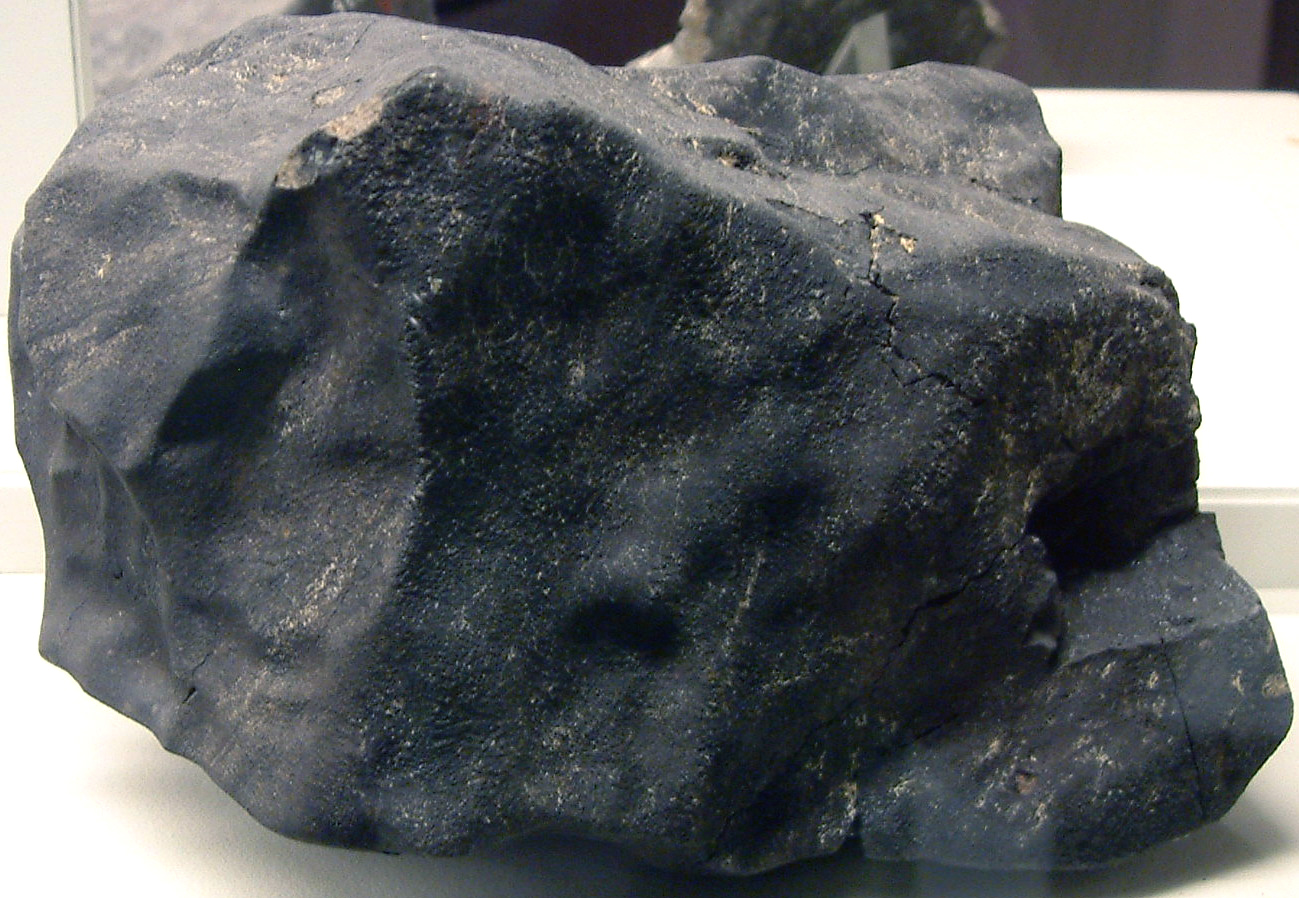
Velký fragment murchisonského meteoritu v muzeu v Chicagu

Murchisonský meteorit je celkem více než 100 kg primitivní meteorit, který v roce 1969 dopadl poblíž města Murchison v australském státě Victoria. Jde o jeden z nejvíce zkoumaných meteoritů, a to zejména díky své hmotnosti a vysokému obsahu organických látek, které zahrnují karboxylové kyseliny, uhlovodíky a aminokyseliny, základní stavební jednotky bílkovin. Právě kvůli nim je murchisonský meteorit důležitým předmětem pro astrobiologii a otázku vzniku života.
Podle zprávy z roku 2020 jsou prachová zrna z karbidu křemíku tohoto meteoritu nejstarším materiálem objeveným na Zemi. Stáří nejstaršího z nich se odhaduje na 7,5 miliard let a většiny ostatních na 4,6–4,9 miliard let. Jsou proto starší než Země a Sluneční soustava, které vznikly před 4,6 miliardami let.

## Klasifikace
Murchisonský meteorit patří mezi uhlíkaté chondrity skupiny CM2, tedy do skupiny kamenných meteoritů, které vznikaly hromaděním prachu z mateřské mlhoviny Sluneční soustavy a obsahují více než 0,2 % uhlíku. Uhlíkaté chondrity se vyznačují křehkostí a naprostá většina z nich se, stejně jako murchisonský meteorit, v atmosféře rozpadne.

## Organické sloučeniny

Isovalin, jedna ze vzácných aminokyselin nalezených v meteoritu Murchison

Murchisonský meteorit obsahuje běžné aminokyseliny, jako například glycin, alanin nebo kyselinu glutamovou a také neobvyklé, na Zemi se nevyskytující (případně vyskytující se velmi vzácně) aminokyseliny, například isovalin, kyselinu 2-aminoisomáselnou nebo pseudoleucin. Podle původních zprávy se tyto aminokyseliny nachází v racemické směsi, poměr L- a D- entantiomerů je tedy 1:1, zatímco aminokyseliny v proteinech se vyskytují výhradně v L-izomeru. Z tohoto důvodu lze odvodit jejich abiotický původ. Později bylo ale zjištěno, že u aminokyseliny alaninu a u neproteinogenního isovalinu převažuje množství L-izomeru.
| Sloučeniny                  | Koncentrace (ppm) |
| --------------------------- | ----------------- |
| Aminokyseliny               | 17–60             |
| Karboxylové kyseliny        | >300              |
| Nearomatické uhlovodíky     | >35               |
| Aromatické uhlovodíky       | 3319              |
| Fullereny                   | >100              |
| Sulfonové kyseliny          | 68                |
| Alkoholy                    | 11                |
| Hydroxykarboxylové kyseliny | 15                |
| Puriny a pyrimidiny         | 1,3               |
| Fosfonové kyseliny          | 2                 |
| Celkem                      | >3911,3           |

V meteoritu byly nalezeny purinové (xantin) i pyrimidinové (uracil) báze, které nejsou pozemského původu. To může podporovat teorii, že některé organické sloučeniny podílející se na vzniku života pocházely z vesmíru. Byla také izolována směs alkanů, podobná té, která vznikla při Millerově-Ureyově experimentu. V roce 2019 objevil mezinárodní výzkumný tým v meteoritu murchisonském a NWA 801 cukry včetně arabinózy, xylózy a ribózy, která je mimo jiné součástí nukleosidů RNA. Šlo o první objev cukrů na meteoritech a o první důkaz existence ribózy ve vesmíru.

### Srovnání s Miller-Ureyovým experimentem
V roce 1952 provedli američtí chemici Stanley Miller a Harold Urey experiment, při kterém simulovali podmínky Země před zhruba 3,5 miliardami let a testovali tím teorii abiogeneze – postupného vzniku života chemickými procesy. K napodobení tehdejší atmosféry použili methan, amoniak, vodík a vodní páru, a dvě elektrody, které vytvářely blesky. Výsledkem experimentu byl vznik organických molekul včetně racemické směsi více než 20 aminokyselin s podobným zastoupením jako na murchisonském meteoritu. Poslední dobou se objevuje skepticismus k Millerově-Ureyově experimentu, protože atmosféra tehdy pravděpodobně neobsahovala tolik methanu a amoniaku.